# Балиан II Ибелин
Балиан II Ибелин (фр. Balian d'Ibelin; ок. 1142 — 1193) — крестоносец из рода Ибелинов, в 1177 году взявший в жёны Марию Комнину — вдову короля Амори I и племянницу императора Мануила.
Сын Балиана I (французская версия имени Барисан) Старого Ибелена (по легенде, потомок графа Шартрского, но скорее пизанец или апулиец, в 1141 году получил от короля Фулька замок Ибелен; умер в 1150 году) и Эльвис (Элоизы) де Рамла (дочь Бодуэна, сеньора Рамлы и Мирабеля; во втором браке за коннетаблем Манасье д’Йержем, умерла около 1158 года).
После поражения армии Иерусалимского королевства в битве при Хаттине Балиан одним из немногих избежал гибели или пленения. В начале июля 1187 года вернулся в Иерусалим и оказался фактическим правителем королевства.
В течение полутора месяцев вёл подготовку к отражению штурма города. Командовал обороной Иерусалима во время штурма города войсками Саладина 20 сентября — 2 октября 1187 года. Сдал город на почётных условиях, после того, как пригрозил Саладину разрушить мусульманские святыни.

## В кино
В художественном фильме Ридли Скотта «Царство небесное» (2005) главным героем является «Балиан д’Ибелин», «сын Годфри д’Ибелина», точнее его бастард. Эту роль исполнил Орландо Блум. Сам фильм имеет весьма отдалённое отношение к биографии Балиана, в частности, он выведен в нём простым кузнецом, в считанные месяцы изучившим рыцарский воинский обычай, однако, сам Балиан в фильме говорил, что уже сражался на войне как всадник и механик.
Детали фильма отчасти соответствуют историческим фактам: Балиан д’Ибелин действительно существовал, но его отец носил другое имя, да и сам он в описанное время, то есть в 1187 году, был уже весьма зрелым человеком; он был одним из баронов Заморья, возглавил оборону Иерусалима в 1187 году и вёл переговоры с Саладином об условиях сдачи города. Частично биография Балиана в фильме заимствует факты жизни старшего брата исторического прототипа — Балдуина де Ибелина, в частности: неприязнь к Ги Лузиньяну и романтические отношения с Сибиллой. Прочие факты в фильме являются художественным вымыслом.

## Семья и потомки
- Отец: Барисан Ибелин, коннетабль Яффы
- Мать: Эльвиса (дочь Балдуина I, сеньор Рамлы)
- Братья: Гуго Ибелин, Балдуин Ибелин
- Дети:
  - Жан I Ибелин, сеньор Бейрута
  - Филипп Ибелин, регент Кипрского королевства
  - Эльвиса Ибелин, ок. 1190 — жена Реджинальда де Гранье, с 1204 года жена Ги I де Монфора (ум. 1228), сеньора де Кастр и де Ла-Ферте-Аль
  - Маргарита Ибелин, сеньора Ибелина